# Андерссон, Рэймон
Рэ́ймон Дин А́ндерссон (англ. Ramon Dean Andersson; род. 1963) — австралийский гребец-байдарочник, выступал за сборную Австралии на всём протяжении 1990-х годов. Бронзовый призёр летних Олимпийских игр в Барселоне, серебряный призёр чемпионата мира, победитель регат национального и международного значения.

## Биография
Рэймон Андерссон родился 20 марта 1963 года в пригороде Перта, штат Западная Австралия. Активно заниматься греблей начал в раннем детстве, проходил подготовку в гребном клубе под названием «Эскот».
Первого серьёзного успеха на взрослом международном уровне добился в 1991 году, когда попал в основной состав австралийской национальной сборной и побывал на чемпионате мира в Париже, откуда привёз награду серебряного достоинства, выигранную в зачёте четырёхместных байдарок на десятикилометровой дистанции. Благодаря череде удачных выступлений удостоился права защищать честь страны на летних Олимпийских играх 1992 года в Барселоне — в составе четырёхместного экипажа, куда также вошли гребцы Стивен Вуд, Келвин Грэм и Иэн Роулинг, завоевал бронзовую медаль в четвёрках на тысяче метрах, пропустив вперёд только команды из Германии и Венгрии.
После этой Олимпиады Андерссон остался в основном составе гребной команды Австралии и продолжил принимать участие в крупнейших международных регатах. Так, в 1996 году он благополучно прошёл квалификацию на Олимпийские игры в Атланте, где в четвёрках на тысяче метрах показал в финале девятый результат. Кроме спринтерских гонок на байдарках участвовал и в марафонских заездах. Например, в 1992 году одержал победу на марафонском гребном чемпионате мира в Брисбене, одолев всех соперников в байдарках-двойках на дистанции 45 км.
В период 1989—1995 годов работал преподавателем по гребле на байдарках и каноэ в Австралийском институте спорта. В 2000 году за выдающиеся спортивные достижения награждён австралийской спортивной медалью.